# Bovillae
Manio!»
(Aulo Persio Flacco, Satirae,  Satira VI vv. 54-55, traduzione di Vincenzo Monti.)
Bovillae (anche nota con le denominazioni corrotte di Bobellae, Rovillae, Buella, Boile, Boville) è un'antica città latina e poi romana che sorgeva a sud di Roma, ed oggi è convenzionalmente identificata con la frazione di Frattocchie del comune di Marino, nella città metropolitana di Roma Capitale, nell'area dei Castelli Romani.
Bovillae era la prima località abitata provenendo da Roma lungo la via Appia: gran parte della sua importanza nel corso dei secoli le fu data da questa posizione importante su una delle strade più trafficate dell'Impero romano. Dopo la distruzione della capitale latina di Alba Longa all'epoca di Tullo Ostilio, ubicata poco lontano dalla città, è attestato che gli albani longani si trasferirono a Bovillae portandovi le istituzioni religiose più importanti dei Latini, che qui sopravvissero durante il primo periodo della dominazione romana. La città, divenuta una delle più fiorenti dell'Agro Romano, venne saccheggiata dai Volsci nel 490 a.C. e iniziò così la sua decadenza: grazie all'onore attribuitole di aver dato origine alla Gens Iulia, attorno al 17 l'imperatore Tiberio istituì a Bovillae il collegio sacerdotale dei Sodales Augustales ("Sacerdoti di Augusto") e i Ludi Augustales, solenni giochi in onore di Augusto. Dopo la caduta dell'Impero romano d'Occidente, per secoli il nome della città cadde nell'oblio fino ai primi scavi archeologici eseguiti dall'archeologo Giuseppe Tambroni tra il 1823 ed il 1825, che riportarono alla luce i ruderi del circo, considerato uno dei più grandi di Roma.

## Storia
Vi sono due ipotesi sull'origine del toponimo Bovillae. Una, la più romantica, la farebbe derivare da "bovis hillae" ("intestini di bue"): questo nome così strano sarebbe giustificato da un aneddoto, che narra di un bue offerto come vittima sacrificale presso il tempio di Giove Laziale a Monte Cavo, che, già ferito dalla lama del sacerdote, si liberò e riuscì a fuggire; ma andò a morire nel luogo in aperta campagna che poi avrebbe preso nome dalle sue viscere.
Tuttavia lo storico marinese Girolamo Torquati obiettò contro questa ipotesi e propose una derivazione da "boum villa" ("tenuta di buoi"): "Bovillae dictae sunt a boum multitudine quasi boum villae" ("Bovillae viene chiamata dalla moltitudine di buoi, per così dire, una tenuta di buoi"). Infatti nelle fertili campagne dei Colli Albani pasceva il bestiame tra cui i buoi destinati ai sacrifici religiosi. Inoltre, questa ipotesi potrebbe essere suffragata dalla collocazione stessa della città: sorge infatti all'incrocio tra la via commerciale tra Roma e la Campania, che poi divenne la via Appia, e l'antichissima via di transumanza delle greggi tra il mar Tirreno e gli Appennini, oggi segnata dalla Strada statale 207 Nettunense e dalla Strada Provinciale 77/b Pedemontana dei Castelli.

### La fondazione
(Sesto Aurelio Vittore, De Origine Gentis Romanae, XVII, 6.)
La fondazione della città di Bovillae è avvolta nel mistero. L'ipotesi più accreditata, ed oggi considerata l'unica attendibile storicamente, è che la città venne fondata come colonia della capitale latina Alba Longa, situata a poca distanza sul crinale orientale del Lago Albano, al tempo del quarto re albano, Latino Silvio.
Un'altra ipotesi, più pittoresca, vorrebbe che la fondazione di Bovillae e la sua denominazione avvenisse in seguito alla fuga di un bue, che doveva essere sacrificato presso il tempio di Giove Laziale a Monte Cavo ed era riuscito a scappare disperatamente prima di morire dissanguato sul sito che poi prese nome di Bovillae. La scomposizione stessa del toponimo infatti sarebbe, secondo i sostenitori di questa ipotesi, una conferma di ciò: "bovis hillae" ("viscere di bue").
Un'ipotesi non trascurabile sull'ubicazione della città al momento della sua fondazione, avallata da numerosi studiosi, è che la città pre-romana e repubblicana sorgesse a sud-est dell'area scavata nel 1823-1825, ovvero in una posizione elevata e non a ridosso della via Appia: solo in età tardo-repubblicana l'abitato avrebbe iniziato a spostarsi verso la valle, in posizione migliore per i commerci.

### La dominazione romana

#### Età monarchica
La data convenzionale della distruzione della città di Alba Longa da parte dei Romani, governati dal terzo re di Roma Tullo Ostilio, è il 668 a.C.: in questo anno il Latium vetus, ovvero le quarantasette città confederate nella Lega Latina, furono di fatto assoggettate a Roma che strinse con esse un vincolo sempre più forte fino a soffocare completamente ogni loro autonomia politica.
La popolazione della capitale albana distrutta che non fu deportata a Roma prese a quanto sembra residenza nella colonia di Bovillae, e sempre a Bovillae rinacquero le antiche istituzioni religiose latine delle Virgines Albanae o i Pontifices Albani ed i Salii Albani. L'incremento dell'importanza di Bovillae dopo la caduta di Alba Longa è documentata da due iscrizioni latine rinvenute durante gli scavi del 1826 nel sito archeologico della città: da entrambe le iscrizioni si ricava l'informazione che gli abitanti della città in età monarchica e repubblicana si chiamavano "Albani Longani Bovillenses", fregiandosi della discendenza diretta dalla leggendaria capitale albana.
| P.SUFFENATI.P.F.PAL MYRONI EQUITI.ROMANO.DECURI ALI.SCRIBARIUM.AEDILIUM CURULIUM.LUPERCO.LAUREN TI.LAVINATI.FRETARIO.NE APOLI.ANTINOITON.ET.EV NOSTIDION.DECURIONI IIIIVIRO.ALBANI.LON GANI.BOVILLENSES MUNICIPES.OB.ME RITA.EIUS.L.D.D.D. Q.LICINIO.**** MODESTIN**** LABEONI.XV**** FETIALI.CONSUL**** PRAEF.AERAR**** VIAE.SALARIAE.**** PLEBIS.QUASTO**** CAE.XVIR.STILITI**** SODALI **** ALBANI.[LONGANI.] BOVILLENSES.**** |

#### Età repubblicana
Nel 489 a.C. Gneo Marcio Coriolano, alla testa di una minacciosa armata di Volsci, assedia e saccheggia numerose città dell'Agro Romano fedeli a Roma, e tra esse Mugillae, antico insediamento collocato a poca distanza da Bovillae presso l'attuale Santa Maria delle Mole, e Bovillae stessa. Lo storico Dionigi di Alicarnasso scrive in proposito all'assedio e al saccheggio:
(Dionigi di Alicarnasso, Ρομαικη αρχαιη, lib. VIII cap. 21, vv. 1-3.)

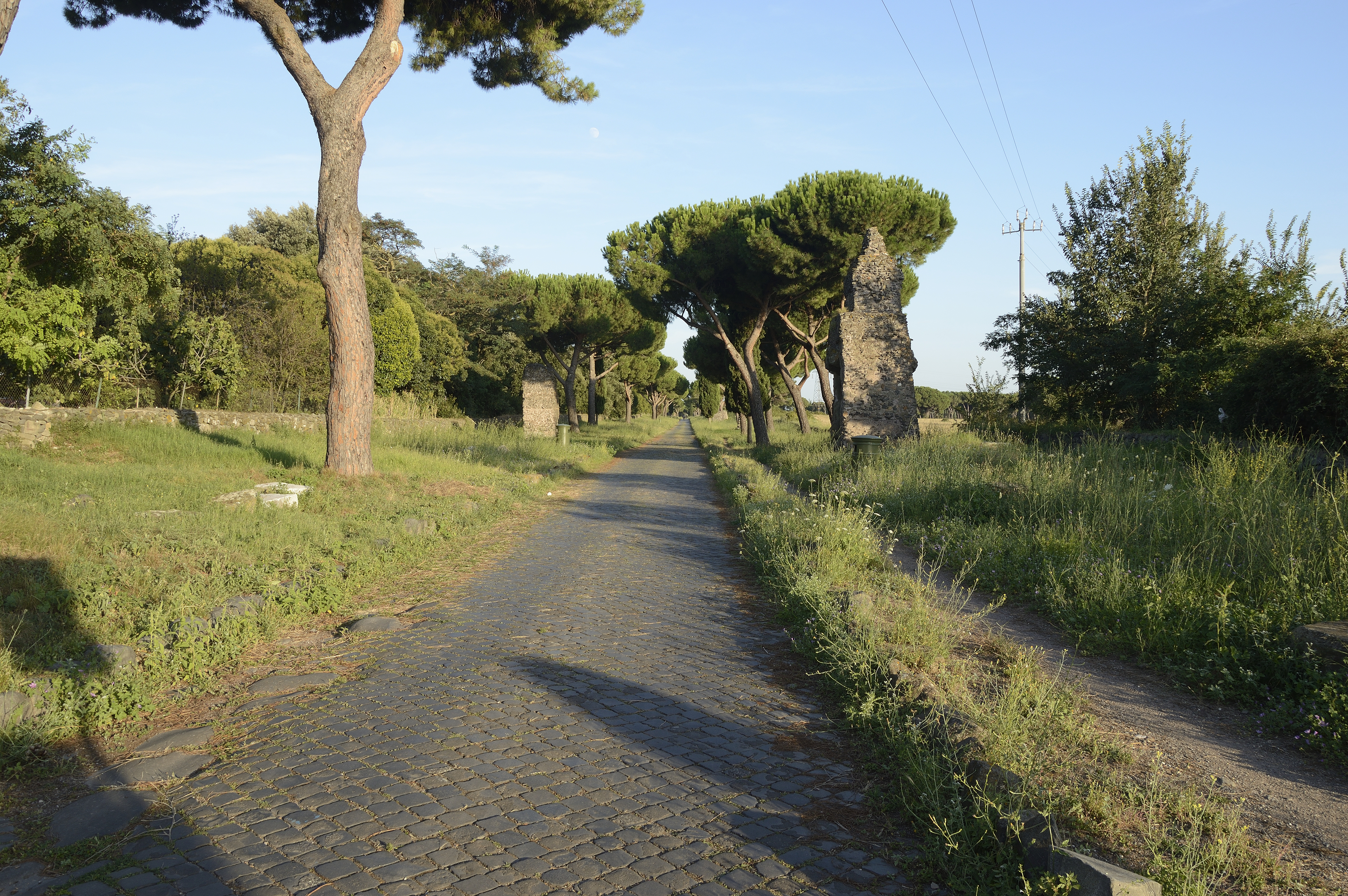
La via Appia Antica in prossimità di Santa Maria delle Mole: sulla sinistra, Tor Leonardo.

La città di Bovillae, dunque, saccheggiata di tutte le sue ingenti ricchezze dai Volsci, subì probabilmente un periodo di decadenza. Nuova importanza per la città derivò però dalla costruzione della via Appia, opera iniziata nel 312 a.C. per volere del censore Appio Claudio Cieco. Bovillae fu sede di taberna, a metà strada tra Roma e la prima statio, Aricia.
Al termine della travagliata guerra civile tra Mario e Silla (83 a.C. - 82 a.C.), dopo la battaglia di Porta Collina (2 novembre 82 a.C.) e l'ascesa al potere di Lucio Cornelio Silla, venne emanata la lex Sullana, che ordinò la centuriazione e la distribuzione ai suoi veterani delle terre a sud di Roma comprese tra Bovillae, Castrimoenium - l'attuale Marino, di fondazione appunto sillana - e Tusculum.
Queste zone erano state la roccaforte dei seguaci di Gaio Mario e poi di Gaio Mario il Giovane, e la scelta di installarvi dei fedelissimi alla nascente dittatura sillana non fu certo una scelta casuale.
Da questo momento storico, inizia il lento declino di Bovillae: Marco Tullio Cicerone, nell'orazione Pro Plancio, dichiara che addirittura nella sua epoca, nel I secolo a.C., a stento un delegato bovillense si presentava alle riunioni religiose della Lega Latina:
(Marco Tullio Cicerone, Pro Cn. Plancio.)
Cicerone doveva conoscere abbastanza bene Bovillae e il suo territorio, poiché suo fratello, Gneo Tullio Cicerone, possedeva una tenuta proprio nel bovillense. Anche due senatori possedevano fondi presso l'antica Bovillae, tra il IX ed il X miglio della via Appia: essi erano Sesto Tedio e Sestio Gallo, entrambi citati da Cicerone nell'orazione Pro Milone.
Il 20 gennaio 52 a.C. Publio Clodio Pulcro, avversario politico per l'ascesa al consolato di Tito Annio Milone, venne trucidato dai sicari di quest'ultimo in prossimità della taberna di Bovillae, poco lontano dalla propria villa identificata oggi presso la località Ercolano di Castel Gandolfo. Il corpo di Clodio venne portato a spalla dai suoi sostenitori presso la taberna di Bovillae, dove fu esposto alla pietà popolare prima delle esequie pubbliche che si tennero nel Foro Romano. Il fatto è riferito non solo da Marco Tullio Cicerone nell'orazione in difesa di Milone, ma anche da altri scrittori di età successiva come Appiano di Alessandria (95 - 165), Quinto Asconio Pediano (I secolo), Velleio Patercolo (19 a.C. - 31) e Cassio Dione (155 - post 229).

#### Età imperiale

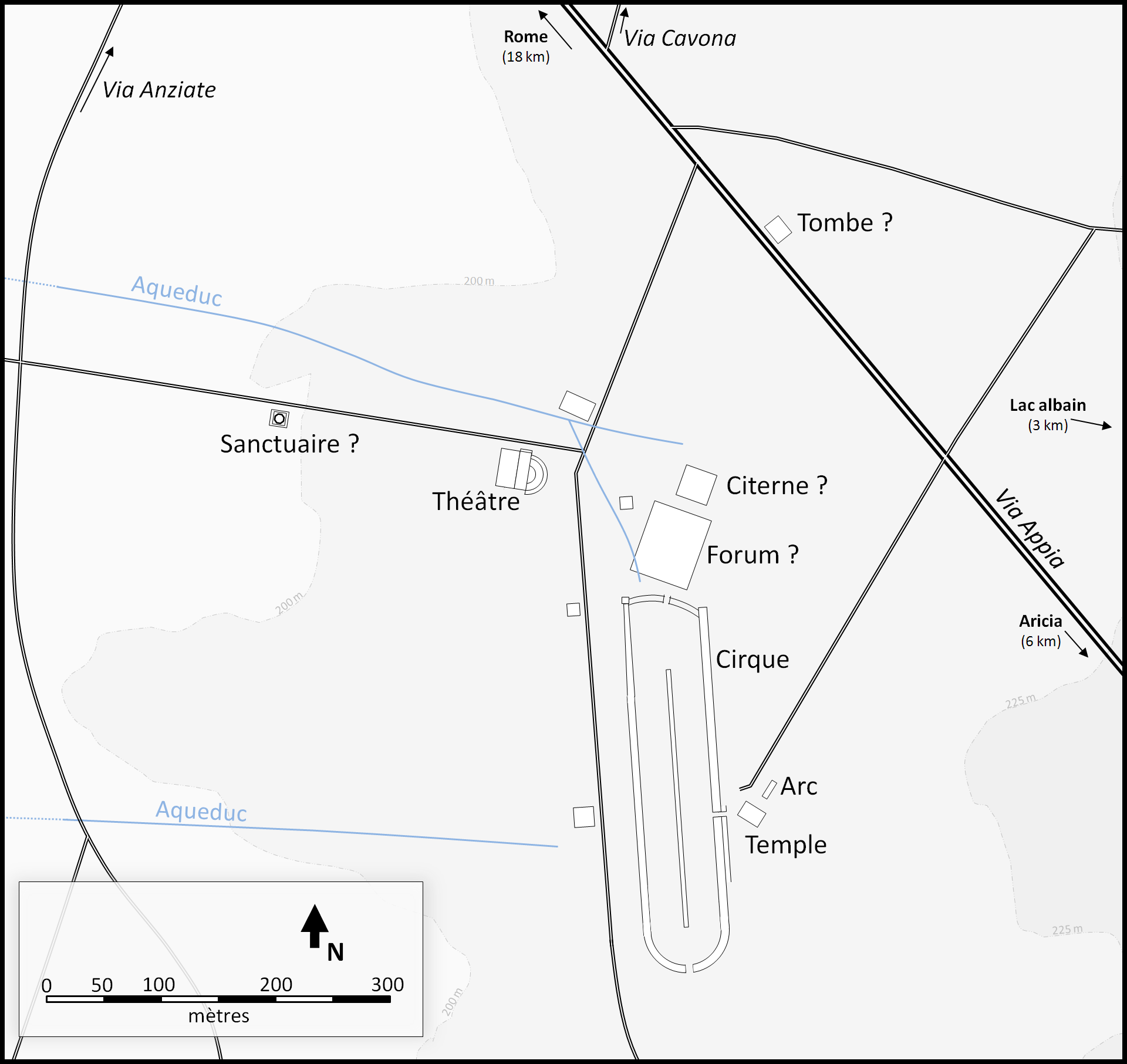
Mappa di Bovillae in epoca imperiale, sulla base degli scavi del XIX secolo.

Nei giorni immediatamente successivi alla morte di Augusto, avvenuta a Nola il 19 agosto 14, un imponente corteo funebre partì dalla città campana e percorse tutta la via Appia verso nord fino a Roma. La salma venne anche esposta a Bovillae, dove i decurioni (una sorta di magistratura civica a base timocratica) la consegnarono agli equites giunti da Roma per portare l'augusto defunto nella Capitale.
Nel 17 d.C. il successore di Augusto nel governo dell'impero romano, Tiberio, ordinò che la dinastia giulio-claudia e la memoria del suo patrigno venisse celebrata a Bovillae, luogo d'origine supposita della Gens Iulia, istituendo i Sodales Augustales ("Sacerdoti di Augusto"). Per questo scopo sorse l'imponente circo, il teatro ed il sacrario della Gens Iulia.
Lentamente, Bovillae andò decadendo: se ne trovano tracce in diversi autori di età imperiale inoltrata, che la menzionano come località lungo la via Appia. Dopo le invasioni barbariche e il sacco di Roma perpetrato dai Visigoti di Alarico I nel 410, le località lungo la trafficata via Appia furono le prime a subire la devastazione e la furia dei barbari. Bovillae, tanto era scaduta d'importanza, non viene menzionata neppure nella donazione dell'imperatore Costantino I alla Cattedrale di San Giovanni Battista di Albano Laziale, risalente, stando alle date ufficiali, al 326.

### La decadenza

#### Il periodo medioevale
Opinione comune di molti storici è che la fine di Bovillae sia stata decretata dal saccheggio saraceno dell'846, e dalle successive incursioni saracene nell'Agro Romano, che spopolarono i centri più vulnerabili e popolarono altri luoghi più impervi o situati su colli e alture. È infatti proprio nel periodo a cavallo fra X e XI secolo che si hanno le prime menzioni di Marino, centro sviluppatosi su una rupe di peperino a notevole distanza dal mare.
L'ultima menzione di Bovillae, o almeno del luogo che prendeva nome da essa, è contenuta in due atti risalenti al 1024, che riguardano i confini della Massa Camellaria: viene menzionata infatti una grotta o cripta di Buella sulla via Appia.
Durante il pontificato di papa Onorio III (1216-1227), esponente dell'allora potente famiglia Savelli che possedeva i feudi di Castel Gandolfo, Albano Laziale ed Ariccia ed i castelli di Borghetto di Grottaferrata e Castel Savello, è plausibile che la proprietà del territorio bovillense spettasse ai Savelli, poiché lo storico e archeologo Giuseppe Tomassetti afferma che essi fecero costruire una chiesa ricca di mosaici e pavimenti cosmateschi a Frattocchie: quella stessa chiesa venne in seguito ripristinata dal cardinale Girolamo Colonna nel Seicento e distrutta e ricostruita in forme moderna nel corso del Novecento.
Da allora in poi il territorio bovillense seguì fondamentalmente le vicissitudini del feudo di Marino, a cui divenne nel corso dei secoli legato indissolubilmente, passando sotto la dominazione degli Orsini e poi dei Colonna.
Nel novembre 1347 il territorio bovillense fu percorso dall'esercito di Cola di Rienzo, giunto da Roma per espugnare il castello di Marino dove si erano asserragliati i feudatari Giordano e Rainaldo Orsini: tuttavia, non riuscendo a conquistare quel ben munito castello, decise di ripiegare sull'assedio del piccolo castello di Castelluccia, situato poco più a sud del sito archeologico dell'antica Bovillae. Così riferisce l'Anonimo Romano nella sua famosa Cronica riguardo all'episodio:
(Anonimo Romano, Cronica, cap. XVIII - Delli granni fatti li quali fece Cola de Rienzi, lo quale fu tribuno de Roma augusto.)

#### L'età moderna

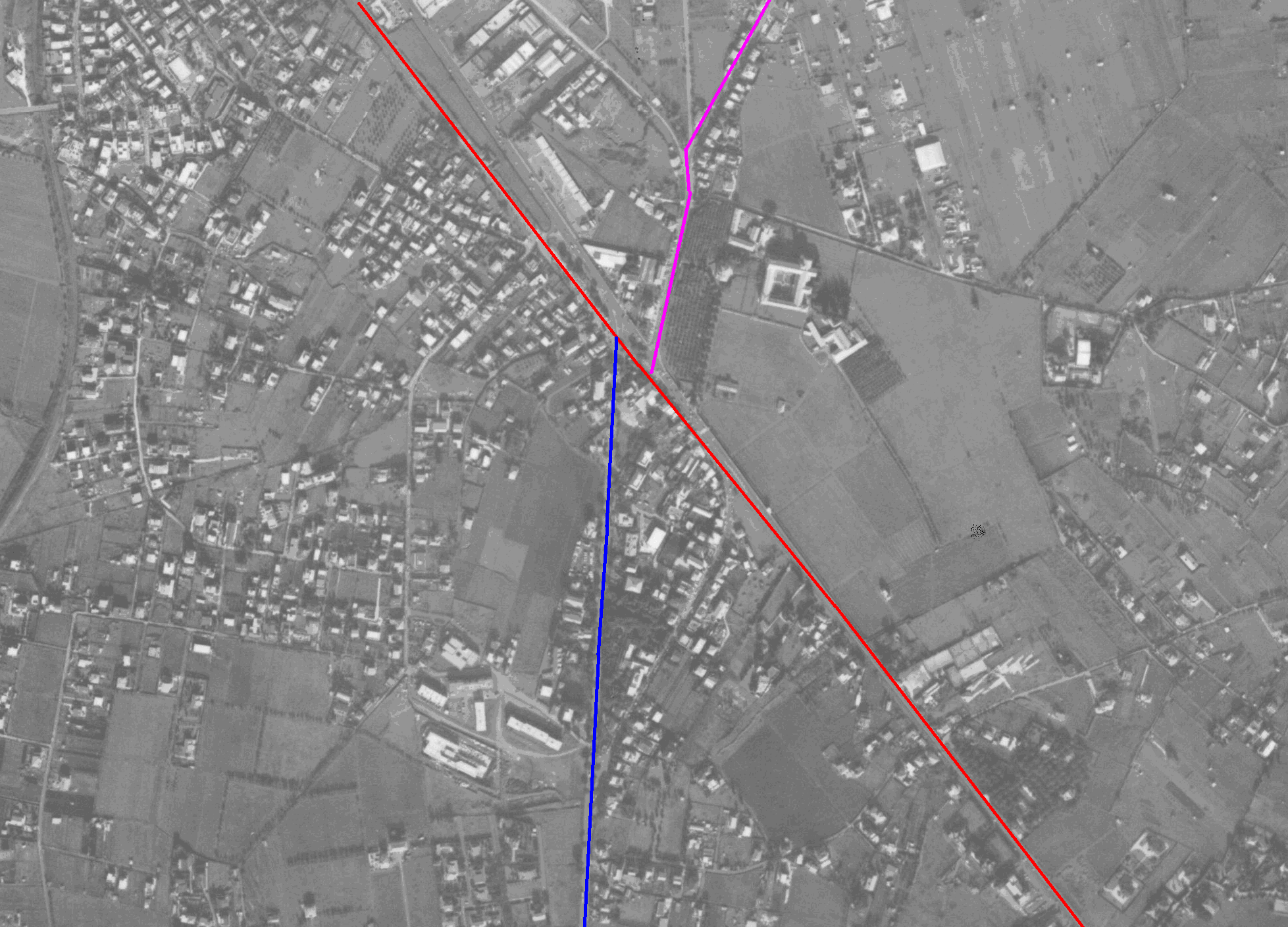
La convergenza di strade sull'area di Bovillae: in rosso, la via Appia; in blu, la via Nettunense, in viola, la Pedemontana dei Castelli.

Per la sua posizione di passaggio sulla via Appia, ormai ridotta a strada pubblica per Albano Laziale, l'antica Bovillae, oggi nota come Frattocchie, fu più volte attraversata da soldataglie belligeranti di opposte fazioni: nel 1436 fu la volta delle truppe del cardinale comandante pontificio Giovanni Maria Vitelleschi in lotta contro i Savelli ed i Colonna, nel 1485 delle milizie personali dei Colonna e degli Orsini durante la guerra tra papa Sisto IV e Alfonso V d'Aragona, nel 1744 dei soldati austriaci durante la guerra di successione al regno di Napoli.
Papa Urbano VIII nel 1636 fu il primo Papa a villeggiare nel Palazzo Pontificio di Castel Gandolfo: da allora tutti i pontefici che si recavano nella residenza pontificia non mancarono mai di fermare il loro "treno" - il corteo che partiva da Roma - a Frattocchie per una sosta presso la Villa della Sirena, residenza voluta nel Seicento dal cardinale Girolamo Colonna.
Nel 1777 papa Pio VI ordinò di iniziare i lavori di bonifica della via Appia nel tratto che attraversava le Paludi Pontine: tra il 1780 ed il 1789 venne così riattivata la gloriosa via Appia, su cui venne dirottata la strada postale tra Roma e Napoli che prima attraversava Marino, ed ora passando per Frattocchie toccava Albano Laziale e Genzano di Roma.
Durante le vicende della Repubblica Romana (1798-1799), tra l'osteria delle Frattocchie e il centro storico di Castel Gandolfo venne combattuta un'aspra battaglia tra l'esercito francese, comandato dal generale Gioacchino Murat e spalleggiato da volontari marinesi e frascatani, e alcune forze contro-rivoluzionarie di abitanti di Castel Gandolfo, Albano e Velletri.

### Gli scavi archeologici

#### I primi rinvenimenti accidentali
I primi rinvenimenti archeologici effettuati nel territorio dell'antica città di Bovillae, dopo vari secoli di oblio, avvennero nel corso del Settecento e furono del tutto accidentali. Nel 1712 lungo l'Olmata del Papa, attuale Strada statale 140 del Lago Albano, presso la frazione di Due Santi, venne scoperta una catacomba sotterranea, ma se ne è persa ad oggi l'ubicazione. Durante i lavori per l'allargamento della via Appia, nel 1787, vennero rinvenuti resti di un oratorio paleocristiano alla convergenza tra la via Appia Antica e la via Appia Nuova, debitamente distrutti; nello stesso sito quasi un secolo più tardi, nel 1869, vennero alla luci altri resti dell'oratorio, anch'essi dispersi.

#### I primi scavi: 1823 - 1825
L'archeologo Giuseppe Tambroni, con l'ausilio del cavalier Vincenzo Colonna, visto il crescente interesse che maturava anche sul grande pubblico il costante rinvenimento di materiale archeologico nell'Agro Romano: prese nel 1823 la decisione di avviare una campagna di scavi per individuare il sito esatto dell'antica Bovillae.
Gli scavi raggiunsero in buona parte il loro scopo: vennero infatti individuati i resti dell'imponente circo e del teatro, un locale forse adibito a sala termale, e i siti probabili del sacrario della Gens Iulia e del tempio di Veiove. L'archeologo Luigi Canina studiò il sito attentamente ed elaborò una mappa archeologica di Bovillae; anche lo storico marinese Girolamo Torquati prese personalmente visione, in seguito, dei reperti individuati dal Tambroni.

#### La sistemazione dell'Appia Antica: 1853
Nel 1853, regnante papa Pio IX, il governo pontificio commissionò ad una lunga serie di studiosi, storici, artisti ed archeologi di chiara fama (Ennio Quirino Visconti, Antonio Canova, Carlo Fea, Antonio Nibby, Luigi Canina, Giovanni Battista de Rossi) di curare il ripristino archeologico della via Appia Antica. Così tutto il primo tratto dell'antica strada tra Roma e Marino, abbandonato dal nuovo tracciato, fu protetto e i ruderi ivi localizzati furono catalogati. La sistemazione della strada, che dopo il fallimento del progetto della "Passeggiata Archeologica" fu proseguita solo nel 1988 con la costituzione del Parco regionale dell'Appia antica, arrivò fino a Frattocchie, senza però che anche l'area urbana di Bovillae fosse lambita.

#### Gli ultimi scavi e restauri: 1910 e 1930
Nel primo decennio del Novecento il Comune di Marino sovvenzionò l'inizio di alcuni scavi archeologici presso la località Tor Messer Paolo e Colle Licia, per individuare il sito della Bovillae pre-romana; infatti, si era diffusa l'opinione dello "slittamento" progressivo dell'abitato verso valle verificatosi nel corso dei secoli. Lo studioso Giuseppe Tomassetti in persona poté vedere gli scavi e riscontrare che erano stati fatti ritrovamenti ricollegabili a una struttura termale o a delle abitazioni. Tuttavia la cronica carenza di fondi e il disinteresse verso un'operazione del genere segnarono la conclusione dell'operazione archeologica, proprio mentre il Comune costituiva l'Antiquarium Comunale.
Nel 1930, durante il regime fascista, gli scavi archeologici di Bovillae furono curati di un minimo di attenzione: vennero infatti consolidati e risistemati i tre archi dei carceres del circo: tuttavia l'interesse durò poco. Infatti già dal secondo dopoguerra l'intensificarsi dell'urbanizzazione di Frattocchie e Santa Maria delle Mole soffocò i monumenti faticosamente portati alla luce.

#### Altri rinvenimenti sparsi
I rinvenimenti sparsi effettuati in varie epoche nel territorio bovillense sono numerosissimi. La maggior parte di essi non sono neppure documentati correttamente, e molti reperti sono conservati presso il Museo civico Umberto Mastroianni di Marino o nei depositi dell'Istituto statale d'arte Paolo Mercuri senza indicazione di luogo di rinvenimento o data perché indisponibile. Le opere più pregiate, purtroppo, sono state portate all'estero: un esempio è l'Apoteosi di Omero conservata al British Museum di Londra.
Lo storico marinese Girolamo Torquati riferisce di essere stato personalmente presente in almeno due casi di ritrovamenti accidentali di reperti archeologici nell'area dell'antica Bovillae. Il 13 marzo 1891 nella vigna di Ernesto Terribili, alla convergenza tra via Appia Nuova e via Nettunense, furono rinvenuti, mentre veniva scassato un canneto, alcuni blocchetti di peperino parte di una recinzione funebre e due sarcofagi in marmo bianco lavorati rozzamente, uno lungo 2.30 metri e l'altro 2.16, con all'interno due scheletri. I sarcofagi erano contenuti nei resti di un edificio a volta che era stata una cripta. Non furono ritrovate iscrizioni. Il 14 febbraio 1886 invece, nella vigna dei fratelli Giuseppe ed Antonio Vitali presso le Frattocchie, fu scoperta una Venere in marmo, che il Torquati immediatamente provvide a segnalare alle autorità competenti.

### La situazione attuale
(Giuseppe Tomassetti, La Campagna Romana antica, medioevale e moderna, vol. IV.)
A partire dall'urbanizzazione sfrenata delle frazioni di Marino, che ha visto nascere dal nulla insediamenti nuovissimi -come Santa Maria delle Mole o Cava dei Selci-, gli scavi di Bovillae sono stati dimenticati. Di tanto in tanto vengono menzionati per campagne pubblicitarie o politiche di qualche singolo personaggio, ma nel frattempo si sta perdendo anche l'ubicazione esatta dei reperti faticosamente scavati nell'Ottocento.
Nel 1992, in occasione della campagna per l'autonomia amministrativa delle frazioni di Frattocchie, Santa Maria delle Mole e Cava dei Selci da Marino, è stato scelto per il nuovo comune, che ha avuto vita breve (dal 1993 al 1995), il nome di "Comune di Boville", per segnalare il legame di continuità, oggi più che mai inesistente, tra l'antica città latina ed il moderno agglomerato urbanistico.
Nel 2011-2012 rilevamenti archeologici preventivi nella zona di vicolo del Divino Amore hanno permesso di individuare una strada basolata, quasi perfettamente conservata, di accesso al circo, tagliata trasversalmente dalla via Nettunense nuova.

## Descrizione

### Resti archeologici
(Girolamo Torquati, op. cit., p. 193.)

#### Il circo
I resti archeologici più importanti rinvenuti a Bovillae nel corso degli scavi di Giuseppe Tambroni (1823-1825) sono quelli appartenenti al circo. Voluto dall'imperatore Tiberio dopo la morte del patrigno e predecessore Augusto (14) per onorarne la memoria con degli speciali giochi circensi, i Ludi Augustales, la lunghezza del circo era di 337,50 metri per una larghezza di 68,60, ed era uno dei più grandi circhi di Roma, superando sia il Circo Vaticano sia il Circo Agonale (oggi piazza Navona).
Del circo oggi rimangono solo tre arcate in blocchi di peperino, appartenenti alla struttura dei carceres, più una quarta arcata inglobata in un cascinale. In origine dovevano esserci dodici arcate. La spina del circo era lunga 197 metri, e decorata con statue ed altri ornamenti: parti della spina furono rinvenute durante gli scavi ottocenteschi. La capienza della struttura si aggirava tra gli 8.000 ed i 10.000 spettatori. I Ludi Augustales furono celebrati almeno durante tutta la dinastia giulio-claudia, poiché un'iscrizione del 53 ricorda un tale auriga Fuscus della factio prasina vincitore dei giochi bovillensi (Ludi Augustales).

#### Il teatro
I ruderi del teatro di Bovillae sono stati individuati alle spalle del circo. La data di fondazione del complesso, costruito comunque secondo tutte le norme classiche, è ignota. Presso il teatro era presente una scola actorum di mimi, come è attestato dalla seguente iscrizione in memoria dell'archimimo Acilio:
L.ACILIO.L.F.POMP.EVTYCHE.NOBILI.ARCHI
MIMO.COMMUN.MIMOR.ADLECTO.DIVURNO
PARASITO.APOLL.TRAGICO.COMICO.PRIMO
SUI.TEMPORIS.ET.OMNIBUS.CORPORIB.AD
SCAENAM.HONOR.DECVURIONI.BOVILLIS
QUEM.PRIMUM.OMNIUM.ADLECT.PATRE
APPELLAVERVNT
ADLCETI.SCENICORUM.EX.AERE.COLLAT
OB.MUNERA.ET.PIETATEM.IPSIUS.ERGA
CVIVS.OB.DEDICATIONEM.SPORTULAS.DE.SE.
DII.ADLECTIS.SING.XXV.DECVR.BOVILL
SING.V.AVGVSTAI.SING.III.MVLIER.HONO
ET.POPVLO.SING.I
DEDIC.III.IDVS.AVG.SOSSIO.PRISCO
ET.COLLIO.APOLLINARI.COS.CVRATO
RE.Q.SOCIO.AVGUSTINIANO
ORDO.ADLECTORUM****PLAVTIVS
AELIVS.TORPHIMI****RECEPTVS
DASMIVS.CARVS 
Lo studioso Antonio Nibby afferma che la scena del teatro aveva ventisette piedi di raggio e quarantasette di diametro. Inoltre, furono rinvenuti anche i gradini del teatro.

#### Il tempio di Veiove
Durante gli scavi archeologici del 1823-1825, venne rinvenuta nell'area tra Frattocchie e Due Santi un'ara sacra pagana con sopra iscritta la seguente iscrizione:
VEDIOVEI.PATREI
GENTILES.IULEI 
Questo ritrovamento farebbe supporre la presenza presso l'antica città di un tempio pagano dedicato a Veiove, divinità locale latina la cui funzione non è molto chiara, ma che era titolare di un tempio sul Campidoglio a Roma posto inter duos lucos, ovvero tra i due boschi sacri dove trovavano immunità i malfattori o i supplici. Il tempio di Bovillae venne probabilmente eretto dalla Gens Iulia, originaria della città, in un'epoca non meglio definita, collocata approssimativamente dall'archeologo Antonio Nibby attorno al I secolo a.C.

#### Il sacrario della Gens Iulia
In Bovillae fu dedicato un sacrario alla Gens Iulia. La sua costruzione avvenne nel 17, alcuni anni dopo la morte di Augusto su iniziativa del suo successore Tiberio. Secondo lo scopritore della città, l'archeologo Giuseppe Tambroni, in questo sacrario sarebbe stato sepolto Augusto dopo le solenni esequie di stato celebrate a Roma: tuttavia, è un'ipotesi non supportata da alcun fatto.
Lo studioso Antonio Nibby descrive una struttura ottagona rinvenuta durante gli scavi del 1823-1825 e pensata dagli scopritori come il sacrario: costruita interamente in peperino, dista circa ducento metri dal teatro e la struttura aveva quindici piedi di diametro e venti di altezza; tutto intorno all'ottagono correva un recinto quadrangolare.

#### I sepolcri lungo la via Appia
Lungo la via Appia Antica, soprattutto nel primo tratto, tra porta San Sebastiano e Bovillae, sono stati ritrovati un numero impressionante di sepolcri monumentali di età romana: la maggior parte di essi sono conservati all'interno del Parco regionale dell'Appia antica, tuttavia almeno due sono localizzati in territorio marinese presso gli scavi dell'antica città.
Il primo è il sepolcro a base quadrata su cui, nella seconda metà dell'Ottocento, venne realizzata una torretta per le misurazioni geodetiche di padre Angelo Secchi: da questo episodio deriva il nome con cui è attualmente conosciuta la struttura, "Torre Secchi".
Il Torraccio di Due Santi invece si è conservato meglio: reso celebre da Quer pasticciaccio brutto de via Merulana di Carlo Emilio Gadda, che descrive magistralmente la grama vita dell'Agro Romano fino agli anni cinquanta, è solo il nucleo cementizio di un antico sepolcro romano.
Poco distante dalla Via Appia Antica, in Via Costa Rotonda, all'interno della proprietà che attualmente appartiene ai padri Trappisti, pertinente alla seicentesca Villa della Sirena, si trova un sepolcro romano, sopra al quale nel Medioevo venne edificata una torre ottagonale chiamata Tor Leonardo. Tor Leonardo sorse nel corso del Medioevo sulle rovine di un sepolcro romano di età imperiale, anche se viene menzionata per la prima volta nel Quattrocento -con il nome di Turris Leonarde- come possesso dell'Abbazia territoriale di Santa Maria di Grottaferrata, ed in seguito passò ai Colonna.

#### Altri reperti sparsi
Davanti al Torraccio, un antico sepolcro romano situato al miglio XII della strada statale 7 Via Appia, nel 1823 fu scoperto un diverticolo in basolato di peperino che evidentemente conduceva alle strutture dell'antica città, e che oggi corrisponde all'attuale vicolo del Divino Amore. Il diverticolo, descritto da Antonio Nibby, era sepolto per circa sei piedi di terra e largo dodici piedi, ed aveva impresse le impronte del continuo passaggio delle ruote dei carri.
Accanto al diverticolo, vennero trovati i resti di quella che venne definita "camera da bagno" o parte di un impianto termale. Accanto ad essa, venne rinvenuta una piscina in opera laterizia fatta risalire al II secolo, larga due piedi, lunga quarantotto piedi e alta nove.
Nell'area del diverticolo descritto dal Nibby, in tempi più recenti sono affiorati, nel corso dei lavori per la costruzione della fognatura in via delle Giostre, alcuni reperti romani in peperino.

### Aree naturali
L'area naturalistica protetta più vicina alla zona archeologica di Bovillae, e quella maggiormente legata ad essa, è il Parco regionale dell'Appia antica, istituito nel 1988 dalla Regione Lazio all'interno dei comuni di Roma, Ciampino e Marino.
Un'altra area naturalisticamente importante è quella del Divino Amore e di Mugillae, ai confini con il comune di Roma. Questa zona, una delle poche oasi verdi quasi interamente rimaste incontaminate, è attualmente oggetto di una controversia tra autorità comunali e ambientalisti. L'ultima variante del piano regolatore generale comunale, seppur il Comitato Tecnico Regionale nella seduta del 21 ottobre 2004 abbia tagliato più di 4.000.000 di m3 di nuove costruzioni, prevede sostanziosi interventi urbanistici, dislocati soprattutto nei territori delle frazioni: il più discusso è l'istituzione di una grande zona D6 ("zone produttive - impianti industriali e attività artigianali") in località Divino Amore-Negroni, in un'area per la quale Legambiente aveva proposto l'inserimento nel perimetro del Parco regionale dell'Appia antica. Però nell'ultima espansione del perimetro del Parco (17 ottobre 2006) la Regione Lazio ha escluso la zona di Mugillae e del Divino Amore, suscitando le polemiche degli ambientalisti sull'urbanizzazione dell'area. Sostanzialmente, verranno edificati 1.000.000 di metri3 di cemento sull'area definita dagli ambientalisti "l'ultimo lembo di Campagna Romana", portando però una capacità insediativa e di addetti pari a 8000 persone.